# Lonicera xylosteum
Lonicera xylosteum L., denominada popularmente  madreselva de bosque o madreselva pilosa (por los pelos que se encuentran en el envés de sus hojas), es un arbusto leñoso de la familia de las Caprifoliaceae frecuente en los bosques de montaña y submontanos de la mayor parte de  Europa.

## Descripción
Lonicera xylosteum es un arbusto, cuyo porte erecto lo diferencia de otras loniceras, tiene hojas opuestas  elípticas y ovoides, ligeramente tomentosas especialmente en la  cara inferior, flores  de color blanco tendiendo al amarillo pálido, después de la polinización maduran unas bayas rojas que son venenosas y vomitivas, conteniendo xilosteína; su tronco y sus ramas tienen consistencia dura leñosa, de ahí la denominación específica con el término xylosteum. 

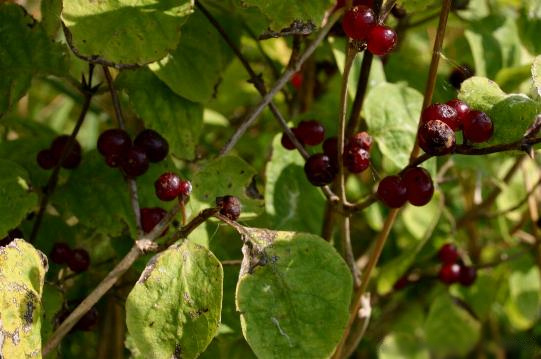
Bayas de madreselva pilosa.

## Etimología

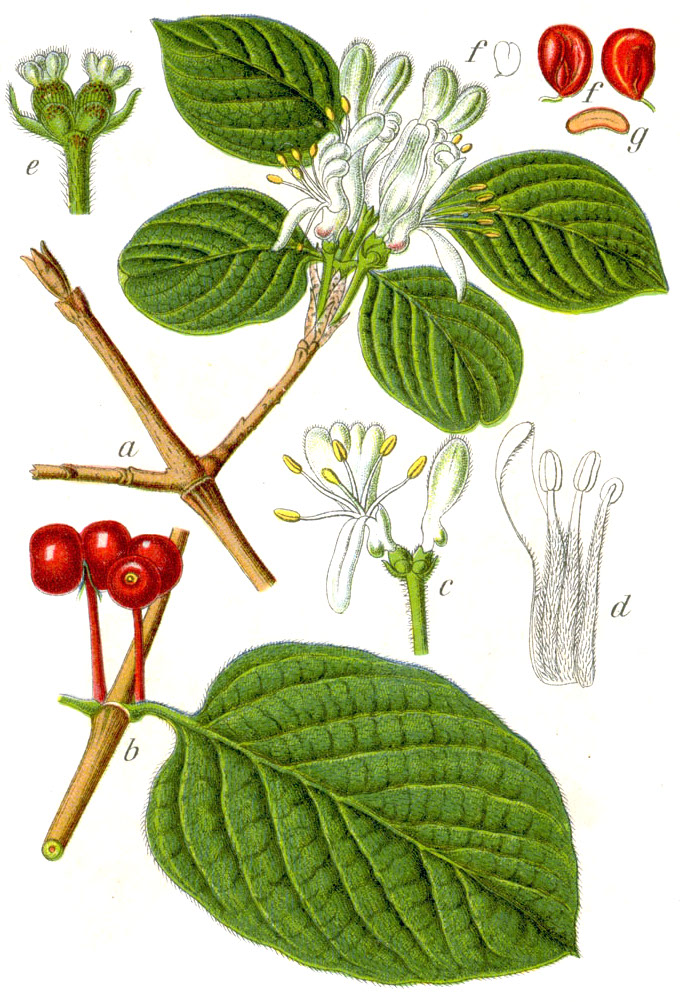
Lonicera xylosteum

Se sabe que el término madreselva se ha usado durante mucho tiempo para designar a las especies integrantes del género Lonicera, aunque este apelativo se debería aplicar solamente para designar a la especie Lonicera caprifolium  L., planta sarmentosa que se encuentra en los bosques europeos y llamar a todas las demás simplemente como loniceras.
El término «Lonicera» fue usado por primera vez por Linneo en el 1753 adaptando al latín el apellido Lonitzer, en honor del botánico Adam Lonitzer (1528-1586), médico que ejerció en Fráncfort.
La palabra latina xylosteum procede del griego xylosteon que significa madera dura como el hueso.

## Nombre común
Madreselva de bosque, madreselva pelosa, madreselva de las hayas, camisicas de la Virgen, cerecillo, cerecillo de Europa, madreselva, sangueña, sanjueña.

## Sinonimia
- Caprifolium dumetorum Lam. nom. illeg.
- Caprifolium xylosteum (L.) Gaertn.
- Chamaecerasus dumetorum Delarbre nom. illeg.
- Chamaecerasus xylosteum (L.) Medik.
- Euchylia villosum Dulac nom. illeg.
- Lonicera dumetorum Pers.
- Lonicera leiophylla A.Kern.
- Lonicera luteiflora Coustur. & Gand.
- Lonicera ochroleuca St.-Lag.
- Lonicera xylosteum var. glabrescens Zabel
- Xylosteon dumetorum Moench nom. illeg.
- Xylosteon vulgare Borkh.[1]